# Macroptilium gibbosifolium
Macroptilium gibbosifolium är en ärtväxtart som först beskrevs av Casimiro Gómez de Ortega, och fick sitt nu gällande namn av Alfonso Delgado Salinas. Macroptilium gibbosifolium ingår i släktet Macroptilium och familjen ärtväxter. Inga underarter finns listade i Catalogue of Life.